# 原久一郎
原 久一郎（はら ひさいちろう、1890年4月10日 - 1971年10月19日）は、ロシア文学者。号は白光（はっこう）。

## 経歴
1890年、新潟県北蒲原郡水原町生まれ。早稲田大学英文科、東京外国語学校ロシア語科を卒業。
1933年、トルストイ普及会を設立するなど、トルストイ紹介に努め『アンナ・カレーニナ』をロシア語原書から完訳を始め、ロシア文学翻訳の一時代を、同世代の中村白葉、米川正夫と共に築いた。

## 研究内容・業績
大正期からドストエフスキーや、特にトルストイ作品全集の日本語完訳を行った。

## 家族・親族
- 息子：原卓也は同じくロシア文学研究者。東京外国語大学教授、学長。

## 著書
- 『トルストイ伝』改造社 1932
- 『トルストーイ文学読本』（編）三笠書房 1936
- 『トルストーイ 生涯と作品』表現社 1949
- 『人間トルストイ』実業之日本社 1966
- 『トルストイと私』毎日新聞社 1972

### 翻訳
- 『ドストエーフスキイ全集 永遠の良人』新潮社, 1919、のち岩波文庫
- トルストイ『アンナ・カレニナ』新潮社, 1921、のち新潮文庫
- 『ゴオルキイ全集 新しい世界へ』日本評論社出版部, 1923
- イヴァーン・ブウニン『生活の盃』新潮社, 1923
- アルツイバアシエフ『人間の波』春陽堂, 1925
- ビリユーコフ『大トルストーイ伝』全3巻 新潮社, 1926-28
- ゴーリキイ『どん底』「チェルカッシュ」ゴーゴリ『タラス・ブーリバ』『鼻』世界文学全集第24巻 新潮社, 1928
- ゴーゴリ『イワーン・イワーノヰッチとイワーン・ニキーフォロヰッチとが喧嘩をした話』岩波文庫, 1928
- 『トルストイ全集 第15巻 懺悔』岩波書店, 1930 のち文庫
- 『トルストイ全集 第22巻 妻に与へた全書簡集』岩波書店, 1930
- アルツイバアシェフ『結婚の悲劇』改造社, 1931
- ドストイエーフスキイ『貧しき人々』岩波文庫, 1931
- アレクセイ・トルストイ『苦難の路』改造社, 1932
- 『ゴーリキイ全集 第5巻 三人』改造社, 1932
- ドストェーフスキイ『賭博者』春陽堂, 1933
- チエーホフ『接吻・可愛い女』岩波文庫, 1933
- アルツィバアセフ『ランデの死』春陽堂, 1933
- トルストーイ『一日一善 求道読本』岩波書店, 1934
- トゥルゲーニェフ『煙』岩波文庫, 1935
- トゥルゲーニェフ『ルーディン』岩波文庫, 1935
- トゥルゲーニェフ『春の水』岩波文庫, 1935
- トルストーイ『聖書』三笠書房, 1935
- トルストーイ『愛の暦』三笠書房, 1935
- 『ドストイエフスキイ全集 悪霊』三笠書房, 1936-37
- トゥルゲーニェフ『初恋・その前夜』三笠書房, 1937
- 『大トルストイ全集』第1-22巻 中央公論社, 1936-1939
- 『ツルゲーネフ全集 処女地』三笠書房, 1942
- トルストイ『戦争と平和』全10巻 中央公論社 1946-1947　のち新潮文庫
- 『ツルゲーネフ全集』全14巻 愛宕書房 1947-48
- ドストエフスキイー『モルダーソフ年代記』北斗書院 1949
- 『作者の懺悔 ゴーゴリ書簡集』鎌倉文庫 1949
- トゥルゲーネフ『文学と生活』創芸社 1949
- 『ツルゲーネフ全集 第11巻 めぐりあひ』愛宕書房 1949
- 『天才と恋愛』訳編 創芸社, 1950
- トルストイ『クロイツェルソナタ』新潮文庫 1952（既訳）- 各「全集」より
- トルストイ『光あるうち光の中を歩め』新潮文庫 1952（既訳）
- トルストイ『復活』新潮文庫 1952（既訳）
- トルストイ『幼年時代』新潮文庫 1952（既訳）
- トルストイ『少年時代』新潮文庫 1952（既訳）
- トルストイ『青年時代』新潮文庫 1952（既訳）
- ショーロホフ『静かなドン』原卓也共訳 「現代世界文学全集」新潮社 1954 のち新版、新潮文庫
- ドストエフスキー『カラマアゾフの兄弟』新潮文庫 1961-62
- 『愛の手紙 文豪・偉人の愛の記録』原卓也共訳編 集英社 1964
- ドストエフスキー『罪と罰』世界の名作 集英社 1964
- ショーロホフ『開かれた処女地』原卓也共訳 世界文学全集 20世紀の文学 集英社 1966